# خارج از زمان (فیلم ۲۰۰۳)
خارج از زمان (به انگلیسی: Out of Time) فیلمی محصول سال ۲۰۰۳ و به کارگردانی کارل فرانکلین است. در این فیلم بازیگرانی همچون دنزل واشینگتن، اوا مندس، سنا لیثن، رادین کاین، جان بیلینگزلی، رابرت بیکر، آنتونی کورونه، نورا دان و الکس کارتر ایفای نقش کرده‌اند.

## خلاصه
رئیس پلیس «مت لی وایتلک» باید یک پرونده پیچیده آدمکشی را حل کند، در حالی که احتمال می رود به زودی خودش بعنوان مظنون شناخته شود...